# 魔法少女小圓 PORTABLE
《魔法少女小圓 PORTABLE》是一款於2012年3月15日發售的日本遊戲軟體。改編自2011年播出的電視動畫《魔法少女小圓》。支援平台為PlayStation Portable（PSP）。

## 玩法
遊戲類型是「地下冒險RPG」。遊戲分為兩個主要的部分：冒險部分和地下城部分。選單有五個選項：「從新開始」、「中途開始」、「Extra」、「資料安裝」、「設定」。

## 情節
遊戲分爲五條故事路綫。
鹿目圓路線
篇名「似乎在夢裡見過的樣子...」（夢の中で逢った、ような…）
故事與原作電視動畫內容（至第8話中盤）相似，開篇只有單一路線，但也添加了原作沒有說明的要素。
可操作角色：巴麻美（僅限開篇）、曉美焰（僅限與「零食魔女」的戰鬥）、美樹沙耶香（中盤開始）、佐倉杏子（僅限終盤與「影子魔女」的戰鬥）
因果值可用角色：鹿目圓、美樹沙耶香
導航角色：丘比
巴麻美路線
篇名「如果你在身邊的話」（あなたが側にいてくれるなら）
通關第一條路線，可以了解新手時代的巴麻美，以及她成為魔法少女的原因。所有路線共通的「數個月前的故事」內容，是發生於最初時間軸的原創故事。此外，無論結局如何，曉美焰都將成為魔法少女，但如果麻美魔女化，且焰得知魔法少女的真相，焰就會在「魔女之夜」一戰前成為魔法少女。直到戰鬥前才交換契約，這是與原作故事的顯著不同。
可操作角色：巴麻美、鹿目圓
因果值可用角色：巴麻美（僅限過去篇）、鹿目圓（僅限過去篇）、曉美焰
客串角色：佐倉杏子
魔女化角色（可操作）：巴麻美
導航角色：丘比
美樹沙耶香路線
篇名「我所祈求的奇蹟」（私が願った、奇跡）
開篇是第二輪時間軸上原作第8話結尾至第9話之間的內容，結局則在第三輪時間軸上。故事中盤至結尾（包括沒有魔女化的路線）的發展與原作故事齊頭並進。根據遊戲中的選擇，沙耶香可能迎來與上条恭介戀愛的幸福結局，或者一如原作的悲劇結局。
可操作角色：美樹沙耶香（中盤開始）、鹿目圓、曉美焰、巴麻美（僅限開篇）、佐倉杏子
因果值可用角色：美樹沙耶香（僅限開篇）
魔女化角色（可操作）：美樹沙耶香
導航角色：丘比
佐倉杏子路線
篇名「這是最後的希望」（残された最後の希望だったんだ）
內容包括以第四輪時間軸為基礎的第三輪時間軸上的原作故事。本路線只在麻美死亡後開啟，麻美的登場換起了杏子的過去記憶。故事內容主要講述佐倉家的情形，以及杏子成為魔法少女的始末（包括部份廣播劇的內容）。美樹沙耶香、鹿目圓兩人必然魔女化，杏子魔女化與否和小圓的走向息息相關。
可操作角色：佐倉杏子、曉美焰（僅限與「武旦魔女」的戰鬥）
因果值可用角色：佐倉杏子（僅限過去篇）、鹿目圓
魔女化角色（可迴避）：佐倉杏子
魔女化角色（不可避）：美樹沙耶香、鹿目圓（沒有戰鬥）
導航角色：丘比
曉美焰路線
篇名「命運肯定會改變」（想いは現実を越える）
本路線須滿足特定條件才可開啟（其他四條路線通關，麻美路線、沙耶香路線中的魔女化狀態通關）。玩者扮演曉美焰，可以給魔法少女提供建言。其他角色路線的IF發展（假如結局）都是基於接近原作的改編故事，唯獨焰的路線有五種結局：焰隻身與「魔女之夜」同歸於盡、焰與杏子擊退「魔女之夜」並生還、焰魔女化、眾人擊退「魔女之夜」在麻美家開茶會、小圓成神（同原作結局）。除了前述第一種結局外，杏子都會成為焰的戰友。此外，還有一個隱藏的焰路線特有遊戲。
可操作角色：曉美焰、巴麻美、美樹沙耶香（中盤開始，僅限交換契約的場合）、佐倉杏子
因果值可用角色：鹿目圓、美樹沙耶香（無契約全篇可用，交換契約僅限開篇）
魔女化角色（可迴避）：美樹沙耶香
魔女化角色（可迴避・回避失敗則遊戲結束）：曉美焰
導航角色：曉美焰

## 開發
2011年引起巨大轟動的《魔法少女小圓》的第一款遊戲化作品。玩者將與5名魔法少女、魔法的使者丘比一起，與見滝原的「魔女」及使魔進行戰鬥。
這是万代南梦宫娱乐與Nitro+兩家公司的聯合項目。製作人是《噬神者》的富澤祐介、Nitro+的土居由直。原作電視動畫的編劇虛淵玄也參與演出監修。為了深入挖掘角色，本作不僅擴增電視動畫的後續發展，還增加了遊戲原創的音樂插曲。遊戲具有多重結局，故事和結局會根據玩者的選擇而改變。製作遊戲的構思，源自原作電視動畫第2話的製作過程。第4話播出後不久，兩位製作人在日本德島的Machi Asobi（マチ☆アソビ）活動中正式決定開發本作。
選擇PSP平台的原因，在於其動畫表現能力受到各年齡層的廣泛支持。魔女設計仍為劇團狗咖哩，涵蓋原作沒有的新設計。動畫製作仍為SHAFT公司，並加入了更多新動畫，包括鹿目圓的眼睛與曉美焰的變身畫面。
音樂沿用ClariS的原作片頭曲Connect、Kalafina的原作片尾曲Magia。本作的廣告標語是「你可以改變你的命運」（君なら、運命を変えられる－）。

## 發行

### 包裝
通常版以及捆綁限定特典的「限定契約BOX」同時發售。
通常契約包
- 插圖BOX
- 特別影片收錄DVD
- UMD/PSP軟體『魔法少女小圓 PORTABLE』

限定契約BOX
- figma鹿目圓 制服Ver.套裝
- 特別影片收錄藍光光碟
- 丘比型小袋
- 曉美焰手帕
- 特別圖卡
- SHAFT繪製插圖BOX
- 特製圖片標籤規格UMD/PSP軟體『魔法少女小圓 PORTABLE』

### 相關商品
魔法少女まどか☆マギカ ポータブル ザ・コンプリードガイド
ASCII Media Works於2012年4月20日發售的本作攻略本。

## 反響與評價
本作首周賣出了6萬套，最終累計銷售量12萬套。GameSpot玩者評分8.5（滿分10分），屬於粉絲向遊戲的普通成績。

## 外部連結
- 魔法少女まどか☆マギカ ポータブル 公式サイト （页面存档备份，存于）（バンダイナムコゲームス）
- 魔法少女まどか☆マギカ公式サイト （页面存档备份，存于）（アニプレックス）